# Ducado de Soma

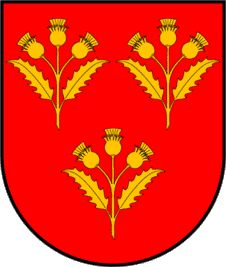
Armas de la familia Folch de Cardona

El ducado de Soma es un título nobiliario español creado por el rey Fernando II de Aragón el 12 de diciembre de 1502, a favor de Ramón Folch de Cardona-Anglesola y Requesens, gobernador del reino de Nápoles, gran almirante, capitán general y virrey de Sicilia.
El nombre original de la familia era «Folc de Cardona», que a lo largo del siglo XVII, devino en «Folch de Cardona». Ramón Folch de Cardona Anglesola y Requesens, procedía de una rama segundona de la familia Cardona, duques de Cardona
El título fue rehabilitado en 1893 por el rey Alfonso XIII, durante la regencia de María Cristina de Habsburgo-Lorena, a favor de Alfonso Osorio de Moscoso y Osorio de Moscoso. A partir del 25 de junio de 1894, el título lleva aparejada la grandeza de España.

## Duques de Soma
|                                    | Titular                                                                              | Periodo                            |
| Creación por Fernando II de Aragón | Creación por Fernando II de Aragón                                                   | Creación por Fernando II de Aragón |
| ---------------------------------- | ------------------------------------------------------------------------------------ | ---------------------------------- |
| I                                  | Ramón Folch de Cardona-Anglesola y Requesens                                         | 1502-1522                          |
| II                                 | Fernando Folch de Cardona y Requesens                                                | 1522-1571                          |
| III                                | Luis Folch de Cardona y Fernández de Córdoba                                         | 1571-1574                          |
| IV                                 | Antonio Fernández de Córdoba Folch de Cardona y Requesens                            | 1574-1606                          |
| V                                  | Luis Fernández de Córdoba Folch de Cardona Aragón y Requesens                        | 1606-1642                          |
| VI                                 | Antonio Francisco Fernández de Córdoba Folch de Cardona Anglesola Aragón y Requesens | 1642-1659                          |
| VII                                | Francisco María Fernández de Córdoba Folch de Cardona Aragón y Requesens             | 1659-1688                          |
| VIII                               | Félix María Fernández de Córdoba Cardona y Requesens                                 | 1688-1709                          |
| IX                                 | Francisco Javier Fernández de Córdoba Cardona y Requesens                            | 1709-1750                          |
| X                                  | Buenaventura Francisca Fernández de Córdoba Folch de Cardona Requesens y Aragón      | 1750-1768                          |
| XI                                 | Ventura Osorio de Moscoso y Fernández de Córdoba                                     | 1768-1776                          |
| XII                                | Vicente Joaquín Osorio de Moscoso y Guzmán                                           | 1776-1816                          |
| XIII                               | Vicente Isabel Osorio de Moscoso y Álvarez de Toledo                                 | 1816-1837                          |
| XIV                                | Vicente Pío Osorio de Moscoso y Ponce de León                                        | 1837-1864                          |
| Rehabilitación por Alfonso XIII    |                                                                                      |                                    |
| XV                                 | Alfonso Osorio de Moscoso y Osorio de Moscoso                                        | 1893-1901                          |
| XVI                                | María Eulalia Osorio de Moscoso y López de Ansó                                      | 1901-1975                          |
| XVII}                              | José María Ruiz de Bucesta y Osorio de Moscoso                                       | 1976-2019                          |
| XVIII                              | Jaime Ruiz de Bucesta Mora                                                           | 2020-actual titular                |

## Historia de los duques de Soma

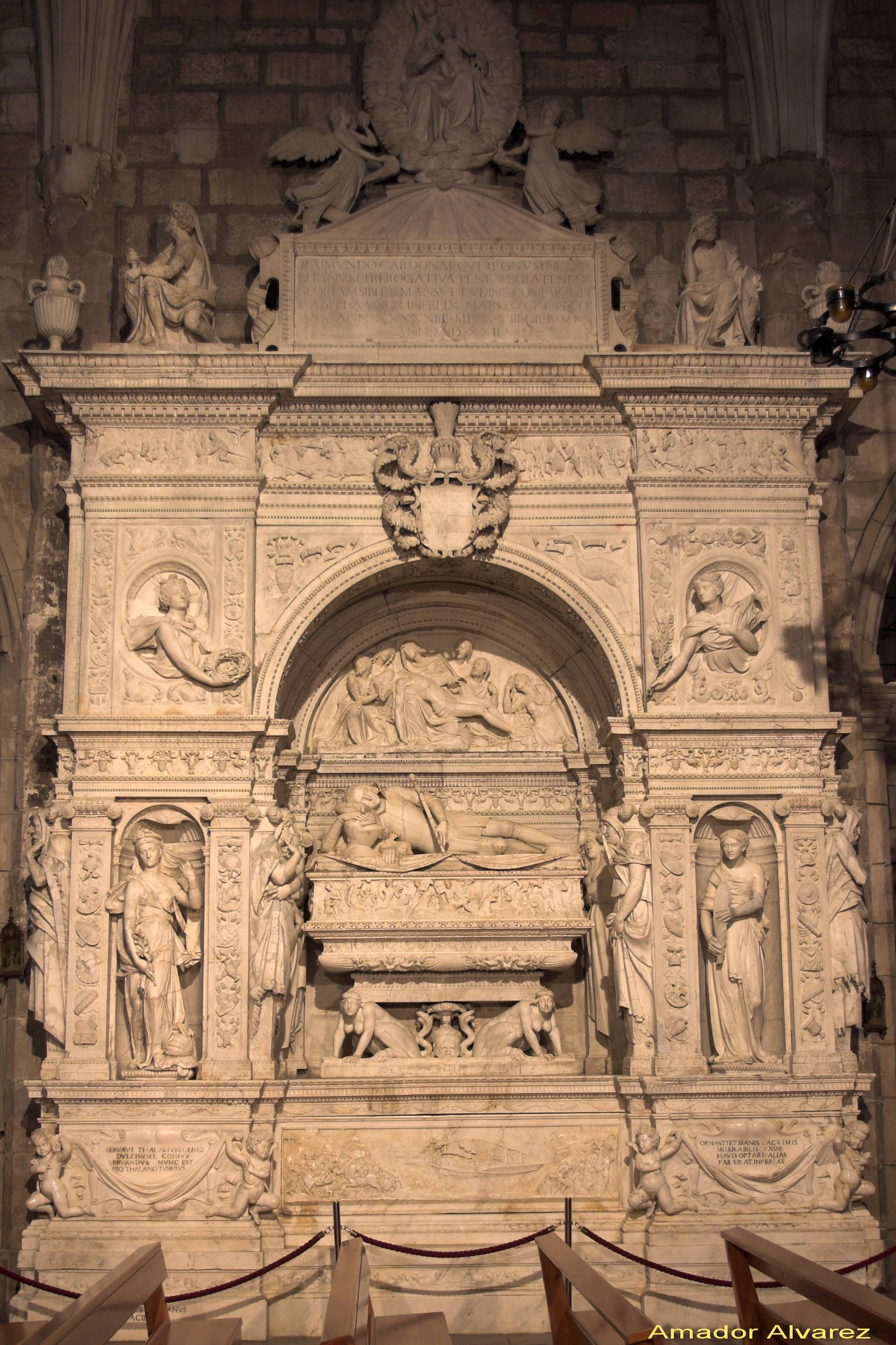
Tumba de Ramón Folch de Cardona, i duque de Soma. en Nápoles, (Italia).

Isabel de Requesens, duquesa consorte de Soma. Retrato de Rafael Sanzio, Museo del Louvre.

- Ramón Folch de Cardona-Anglesola y Requesens (Bellpuig, 4 de julio de 1467-Nápoles, 10 de marzo de 1522),[2] I duque de Soma,[3] I conde de Oliveto,[4] conde de Alvito, (en Nápoles), XII barón de Bellpuig,[4] I barón de Calonge,[4] III barón de Liñola,[4] caballerizo mayor del rey Fernando el Católico, virrey de Sicilia (1507-1509), virrey de Nápoles (1509-1522),[4] gran almirante de las galeras y caballero de la Orden del Toisón de Oro.[3] Era hijo de Antonio Folch de Cardona y de su mujer Castellana de Requesens i Joan de Soler,[2] baronesa de Liñola, hija del conde de Molíns de Rey.

Casó con su prima hermana, Isabel de Requesens y Enríquez de Velasco, II condesa de Palamós, II condesa de Trivento II condesa de Avelino, II baronesa de Calonge, hija de Garcelán de Requesens, I conde de Palamós, I conde de Trivento, I conde de Avelino, I barón de Calonge, gobernador de Cataluña, embajador del rey de Nápoles a Barcelona, y de Beatriz Enríquez de Guzmán y Velasco, hija de Alonso Enríquez de Guzmán II conde de Alba de Liste, y de su esposa Juana de Velasco y Manrique. Le sucedió su hijo:
- Fernando Folch de Cardona y Requesens (m. 13 de septiembre de 1571), II duque de Soma,[3] II conde de Oliveto,[4] III conde de Palamós, III conde de Trivento, III conde de Avelino, XIII barón de Bellpuig, III barón de Calonge, IV barón de Liñola, barón de Uxafavá, VI barón de Bellpuig y gran almirante de Nápoles.

Casó el 4 de octubre de 1534 con Beatriz Fernández de Córdoba (m. 9 de agosto de 1553),, hija de Luis Fernández de Córdoba y Zúñiga, IV conde de Cabra, IV vizconde de Iznájar y VI señor de Baena, y de Elvira Fernández de Córdoba, II duquesa de Sessa y II duquesa de Santángelo. Le sucedió su hijo:
- Luis Folch de Cardona y Fernández de Córdoba (Tarragona, 7 de noviembre de 1548-Nápoles, 6 de marzo de 1574), III duque de Soma,[3] III conde de Oliveto,[6]  V conde de Palamós,[6] IV conde de Trivento, IV conde de Avelino, III barón de Calonge, V barón de Liñola, XIV barón de Bellpuig y barón de Uxafavá.[6] Soltero, sin descendientes, le sucedió su hermano:

- Antonio Fernández de Córdoba y Folch de Cardona Anglesola y Requesens (Bellpuig, 3 de diciembre de 1550-Valladolid, 6 de enero de 1606),[8] IV duque de Soma,[3] IV conde de Oliveto,[6] VII conde de Cabra[9] V duque de Sessa,[7] III duque de Baena,[10] VII vizconde de Iznájar, VI conde de Palamós, V conde de Avelino, conde de Trivento XV barón de Bellpuig, V barón de Calonge, VI barónde Liñola, y barón de Uxafavá.[6] Fue consejero de Estado y de Guerra, gran almirante de Nápoles, señor de Villa Mencía, Rute y Zambra y comendador de la Orden de Calatrava en Sevilla y Niebla.[8]

Casó el 19 de junio de 1578 con su prima segunda, Juana de Aragón y Cardona, hija de Diego Fernández de Córdoba, III marqués de Comares, y de Juana de Aragón Folch de Cardona, IV duquesa de Segorbe, IV duquesa de Cardona, condesa de Ampurias, condesa de Prades, marquesa de Pallars. Le sucedió su hijo:
- Luis Fernández de Córdoba Folch de Cardona Aragón y Requesens (1582-14 de noviembre de 1642), V duque de Soma,[3] V conde de Oliveto,[11] VIII conde de Cabra[9] VI duque de Sessa,[7] IV duque de Baena,[10] VII conde de Palamós,[11] VI conde de Trivento, VI conde de Avelino,[11] XVI barón de Bellpuig, VI barón de Calonge, VII barón de Liñola y VIII vizconde de Iznájar.[11]

Casó en primeras nupcias el 24 de marzo de 1599 con Mariana de Rojas (m. 1630), IV marquesa de Poza. Contrajo un segundo matrimonio en 1637, siendo su cuarto marido, con Francisca Portocarrero, VI marquesa de Villanueva del Fresno. Sin descendientes de este matrimonio. Le sucedió, de su primer matrimonio, su hijo:
- Antonio Francisco Fernández de Córdoba Folch de Cardona Anglesola Aragón y Requesens (1600-20 de enero de 1659), VI duque de Soma,[3] VI conde de Oliveto,[12]  IX conde de Cabra,[9] VII duque de Sessa,[7] V duque de Baena,[10] V marqués de Poza,[12] VIII conde de Palamós, IX vizconde de Iznájar,[12] XVII barón de Bellpuig, VIII barón de Liñola, VII barón de Calonge,[12] gran almirante de Nápoles, y caballero de la Orden de Santiago.[12]

Casó en 1619 con Teresa Pimentel y Ponce de León, hija de Antonio Alonso Pimentel y Quiñones, IX conde-duque de Benavente, conde de Luna, etc. y de María Ponce de León de la casa ducal de Arcos. Le sucedió:
- Francisco María Fernández de Córdoba Folch de Cardona Anglesola Aragón y Requesens (1626-1688), VII duque de Soma,[3] VII conde de Oliveto,[12] X conde de Cabra,[9] VIII duque de Sessa,[7] VI duque de Baena,[10] IX conde de Palamós,[12] VIII conde de Trivento, VIII conde de Avelino, XVIII barón de Bellpuig, VIII barón de Calonge, IX barón de Liñola,[12] caballerizo mayor del rey Carlos II, gentilhombre de cámara y presidente del Consejo de las Órdenes.[12]

Casó en primeras nupcias el 3 de diciembre de 1641 con Isabel Fernández de Córdoba y Figueroa, hija de Alfonso Fernández de Córdoba y Figueroa, V duque de Feria, V marqués de Priego, etc. y de Juana Enríquez de Ribera, hija de los marqueses de Tarifa. Casó en segundas nupcias con Mencía Dávalos, matrimonio que fue anulado. Casó en terceras nupcias en 1660 con Ana María Pimentel de Córdoba y Enríquez de Guzmán, VI marquesa de Távara, II condesa de Villada. Cotrajo un cuarto matrimonio el 11 de diciembre de 1683 con María Andrea de Guzmán y Zúñiga, hija de Manuel Luis de Guzmán y Manrique de Zúñiga, IV marqués de Villamanrique y marqués de Ayamonte, y de Ana Dávila y Osorio, XI marquesa de Astorga. Le sucedió, de su primer matrimonio, su hijo:
- Félix María Fernández de Córdoba Cardona y Requesens (1654-2 de julio de 1709), VIII duque de Soma,[15] VIII conde de Oliveto,[16] XII conde de Cabra,[9] IX duque de Sessa,[7] VII duque de Baena,[10] XV vizconde de Iznájar,[16] XII conde de Palamós, IX conde de Trivento, IX conde de Avelino, XIX barón de Bellpuig, IX barón de Calonge y X barón de Liñola.[16]

Casó en primeras nupcias el 15 de agosto de 1678 con Francisca Fernández de Córdoba y Rojas Portocarrero, VIII marquesa de Guadalcázar, VII condesa de las Posadas y III condesa de Casa Palma. Casó en segundas nupcias el 4 de marzo de 1685 con Margarita de Aragón y Benavides, hija de Luis Ramón de Aragón Folch de Cardona, VI duque de Segorbe, VII duque de Cardona etc. Le sucedió su hijo del segundo matrimonio:
- Francisco Javier Fernández de Córdoba Cardona y Requesens (1687-19 de mayo de 1750), IX duque de Soma,[15] IX conde de Oliveto,[17] XIII conde de Cabra,[9] X duque de Sessa,[7] VIII duque de Baena,[10] X conde de Trivento, X conde de Avelino, XX barón de Bellpuig, X barón de Calonge, XI barón de Liñola, XVII vizconde de Iznájar y XIII conde de Palamós.[17]

Casó con su tía, Teresa Manuela Fernández de Córdoba y Guzmán, hija de Francisco Fernández de Córdoba Folch de Cardona Anglesola Aragón y Requesens, VII duque de Soma, VIII duque de Sessa, VI duque de Baena etc., y de su cuarta esposa María Andrea de Guzmán y Zúñiga. Le sucede su hija:
- Buenaventura Francisca Fernández de Córdoba Folch de Cardona Requesens y Aragón (1712-9 de abril de 1768), X duquesa de Soma,[15] X condesa de Oliveto,[18] XV condesa de Cabra,[9] XI duquesa de Sessa,[7] IX duquesa de Baena,[10] XV condesa de Palamós,[18] XI condesa de Trivento,[18] XX vizcondesa de Iznájar,[18] XXI baronesa de Bellpuig,[18] XI baronesa de Calonge,[18] y XII baronesa de Liñola.[18]

Casó en primeras nupcias el 10 de diciembre de 1731 con Ventura Osorio de Moscoso y Guzmán Dávila y Aragón (m. 29 de marzo de 1734), VII marqués de Villamanrique, IX marqués de Poza, XIV conde de Trastámara en sucesión de su abuelo materno, IX conde de Altamira, VIII duque de Sanlúcar la Mayor, VI duque de Medina de las Torres, V marqués de Leganés, IV marqués de Morata de la Vega, VIII marqués de Almazán, XIII conde de Monteagudo de Mendoza, VI conde de Arzarcóllar, V marqués de Mairena, VIII conde de Lodosa, V marqués de Monasterio, VIII marqués de Velada, VI marqués de la villa de San Román, XI marqués de Ayamonte, XIV conde de Santa Marta de Ortigueira, XVI conde de Nieva, VII conde de Saltés y alcalde mayor de los hijosdalgos. Contrajo un segundo matrimonio en 1748, siendo su segunda esposa, con José María de Guzmán y Vélez de Guevara (1709-1781), IV marqués de Guevara, VIII conde de Villamediana, XII conde de Oñate, VI marqués de Montealegre, VII marqués de Quintana del Marco, V conde de Campo Real, VII conde de Castronuevo, VII conde de los Arcos y Sumiller de Corps del rey. Le sucedió, de su primer matrimonio, su hijo:
- Ventura Antonio Osorio de Moscoso y Fernández de Córdoba (1731-6 de enero de 1776), XI de Soma,[15] XI conde de Oliveto, XVI de Cabra,[9] XII duque de Sessa,[24] X duque de Baena,[10] VIII marqués de Villamanrique,[18] X marqués de Poza,[18] XIV marqués de Astorga,[14] X conde de Altamira,[20] V duque de Atrisco,[25] IX duque de Sanlúcar la Mayor,[22] VII duque de Medina de las Torres,[26] IX de Almazán,[18] V de Morata de la Vega, VI de Mairena, XIII de Ayamonte, VIII de San Román (antigua denominación),  V de Monasterio, VI de Leganés,[23] IX de Velada, XIV conde de Monteagudo de Mendoza,[18] IX de Lodosa,[18] IX de Arzarcóllar, XV de Trastámara, VIII de Saltés,[18] XVII de Nieva,[18] XVI de Santa Marta de Ortigueira, XVII de Palamós, XI conde de Altamira, XVII conde de Avelino, XVII conde de Trivento, XXI vizconde de Iznájar, XXVI barón de Bellpuig, XI de Calonge y barón de Liñola.

Casó en 1755, en Madrid, con María de la Concepción de Guzmán y Fernández de Córdoba, hija de José de Guzmán y Guevara, VI conde de Montealegre, conde de Quintana del Marco, conde de Castronuevo, conde de los Arcos, XII conde de Oñate y conde de Villamediana, marqués de Campo Real y marqués de Guevara, y de su mujer María Felicha Fernández de Córdoba y Spínola. Le sucedió su hijo:
- Vicente Joaquín Osorio de Moscoso y Guzmán (1756-1816), XII duque de Soma,[15] XII conde de Oliveto,[18] XVII conde de Cabra,[9] XIII duque de Sessa,[24] XI duque de Baena,[10] IX marqués de Villamanrique,[a]  XI marqués de Poza, XV marqués de Astorga,[14] XI conde de Altamira,[20] X duque de Sanlúcar la Mayor,[22] VIII duque de Medina de las Torres,[26] VII marqués de Leganés,[23] XXII vizconde de Iznájar, XVII conde de Palamós, XI duque de Baena, XIII conde de Trivento, XIII conde de Avelino, XV conde de Monteagudo de Mendoza,[18] VI duque de Atrisco,[25] XV duque de Maqueda,[27]  X de Almazán,  VI de Morata de la Vega, VII de Mairena, XIV de Ayamonte, IX de San Román (antigua denominación),  VI de Monasterio, XVI de Elche y X de Velada, X de Lodosa, X de Arzarcóllar, XVII de Trastamara, IX de Saltés, XVIII de Nieva, XVII de Santa Marta,  XVIII de Palamós, XXII vizconde de Iznájar y XXVII barón de Bellpuig.

Casó en primeras nupcias el 3 de abril de 1774 con María Ignacia Álvarez de Toledo y Gonzaga (m. 8 de septiembre de 1795) y en segundas el 11 de diciembre de 1806 con María Magdalena Fernández de Córdoba Ponce de León (m. 26 de julio de 1830).  Le sucedió el hijo segundogénito del primer matrimonio debido a que el primogénito, Francisco Javier, XVII conde de Trastámara, falleció antes que su padre en 1777.
- Vicente Ferrer Isabel Osorio de Moscoso y Álvarez de Toledo (Madrid, 19 de noviembre de 1777-31 de agosto de 1837), XIII duque de Soma,[15] XIII conde de Oliveto,[28] XVIII conde de Cabra,[9] XIV duque de Sessa,[24] XII duque de Baena,[10] X marqués de Villamanrique, VIII duque de Atrisco,[18] XII marqués de Poza, XVI marqués de Astorga,[14]  XII conde de Altamira,[20] XI duque de Sanlúcar la Mayor,[22] IX duque de Medina de las Torres,[26] XXIII vizconde de Iznájar, XVIII conde de Palamós, VIII marqués de Leganés,[23] XIV conde de Trivento, XIV conde de Avelino, XVI conde de Monteagudo de Mendoza,[28] VII duque de Atrisco,[25] XVI duque de Maqueda,[27] XV marqués de Ayamonte, XI marqués de Velada, VII marqués de Morata de la Vega, VII marqués de Monasterio, VIII marqués de Mairena, XVII marqués de Elche, X marqués de San Román, XI marqués de Almazán,  X conde de Saltés, XXIII vizconde de Iznájar.

Casó en primeras nupcias, el 12 de febrero de 1798, con María del Carmen Ponce de León y Carvajal, VIII marquesa del Águila, V condesa de Garcíez, hija de Antonio María Ponce de León Dávila y Carrillo de Albornoz, III duque de Montemar, VIII marqués de Castromonte, dos veces grande de España, VII marqués del Águila, V conde de Valhermoso, IV conde de Garcíez, y de María del Buen Consejo Carvajal y Gonzaga, hija de Manuel Bernardino de Carvajal y Zúñiga, VI duque de Abrantes, V duque de Linares, etc. Contrajo un segundo matrimonio el 14 de febrero de 1834 con María Manuela de Yanguas y Frías. Le sucedió su hijo del primer matrimonio:
- Vicente Pío Osorio de Moscoso y Ponce de León (1801-22 de febrero de 1864), XIV duque de Soma,[15] VIII duque de Atrisco,[25] XIII duque de Baena,[10] XVII duque de Maqueda, X duque de Medina de las Torres,[26] IV duque de Montemar,[29] XII duque de Sanlúcar la Mayor,[22] XV duque de Sessa,[24]XVII marqués de Astorga,[14] IX marqués de Castromonte,[31] IX marqués de Leganés,[23] XI marqués de Velada,[32] XIII conde de Altamira,[20] XIX conde de Cabra,[9] catorce veces grande de España, X marqués del Águila, XII marqués de Almazán, XV marqués de Ayamonte, marqués de Elche, IX marqués de Mairena, XII marqués de Montemayor, XIII marqués de Poza, X marqués de San Román, XI marqués de Villamanrique, VIII marqués de Morata de la Vega, VIII marqués de Monasterio, X conde de Arzarcóllar,[28]conde de Cantillana, VI conde de Garcíez, XII conde de Lodosa, XVII conde de Monteagudo de Mendoza,[28] XIX conde de Nieva, XX conde de Palamós, XI conde de Saltés,[28] conde de Trastámara, XIX conde de Santa Marta, XIV conde de Oliveto,[28] VI conde de Valhermoso, XXIV vizconde de Iznájar,[28] XXV barón de Bellpuig, XV barón de Calonge y XVI barón de Liñola,[28]

Casó el 30 de abril de 1821, en Madrid, con María Luisa de Carvajal Vargas y Queralt, hija de José Miguel de Carvajal y Vargas, II duque de San Carlos, VI conde de Castillejo, IX conde del Puerto y de su segunda mujer María Eulalia de Queralt y de Silva, hija de Juan Bautista de Queralt, de Silva y de Pinós, VII marqués de Santa Coloma y de María Luisa de Silva, VII marquesa de Gramosa y XV condesa de Cifuentes.
Rehabilitado en 1893 por
- Alfonso Osorio de Moscoso y Osorio de Moscoso (Madrid, 25 de mayo de 1857-Villagarcía de Arosa, 24 de noviembre de 1901), XV duque de Soma,[15] II duque de Terranova, (por rehabilitación, a segundo titular, también en 1893),[33] XX conde de Palamós[33] y XI marqués de Monasterio.[33]

Casó el 14 de febrero de 1887, en Madrid, con María Isabel López de Ansó y Ximénez de Embún, III baronesa de la Joyosa. Le sucedió su hija:
- María Eulalia Osorio de Moscoso y López Embún (3 de julio de 1890-20 de julio de 1975), XVI duquesa de Soma,[15] XX marquesa de Elche,[33] XII condesa de Saltés y XXII condesa de Palamós.[33]

Casó el 26 de mayo de 1926 con Víctor Telesforo Ruiz de Bucesta y Cruzat, gentilhombre grande de España con ejercicio y servidumbre del rey Alfonso XIII. Le sucedió su hijo:
- José María Ruiz de Bucesta Osorio de Moscoso (Madrid, 1929-Madrid 24 de junio de 2019), XVII duque de Soma,[15][34] XIII duque de Medina de las Torres,[33] XIII marqués de Monasterio, XVIII conde de Palamós, XIII conde de Saltés, IV barón de la Joyosa (rehabilitado el 29 de marzo de 1983).[33]

Casó con María Luz de Mora y Aragón, hermana de Fabiola de Mora y Aragón, reina consorte de los belgas, hijas ambas de Gonzalo de Mora y Fernández del Olmo, IV marqués de Casa Riera y conde de Mora, y de Blanca de Aragón y Carrillo de Albornoz. Le sucedió, por distribución, su segundo hijo:
- Jaime Ruiz de Bucesta Mora (n. San Sebastián, 4 de agosto de 1960), XVIII y actual duque de Soma[33][35] y XXIV conde de Palamós.[33]